# Фуад Шегаб
Фуад Абдалла Шегаб (араб. فُؤادْ عبد الله شِهاب; 19 березня 1902 — 25 квітня 1973) — ліванський військовик і політик, одинадцятий президент Лівану. Вважається творцем армії незалежної Ліванської Республіки, став першим її командувачем 1945 року.

## Біографія
Походив із впливової родини Шегаб, представники якої правили Гірським Ліваном за часів османського володарювання. Народився у Бейруті. 1910 року його батько спробував іммігрувати до Сполучених Штатів, після чого відомостей про нього немає.
1921 року Шегаб вступив до Французької військової школи в Дамаску, яку закінчив 1923 року, отримавши звання лейтенанта. У 1930-их роках продовжив навчання у Вищій військовій школі Парижа. 1945 року був призначений на посаду командувача збройних сил Лівану, який саме виборов цілковиту незалежність від Франції.
Під час політичної кризи, що спалахнула в країні 1952 року, заборонив військовикам втручатись у заворушення, що призвели до відставки президента Бішари ель-Хурі. Після того Шегаб став виконувачем обов'язків глави держави до проведення демократичних президентських виборів. За чотири дні парламент Лівану обрав новим президентом Каміля Шамуна.
Під час кризи 1958 року американські війська змогли швидко взяти ситуацію в країні під свій контроль, після чого президент США Дуайт Ейзенхауер відрядив до Лівану дипломата Роберта Мерфі як свого особистого представника. Той переконав президента Шамуна подати у відставку, а також відіграв значну роль у виборі Фуада Шегаба новим головою Ліванської Республіки. Шегаб став консенсусною фігурою, яка влаштовувала основні політичні сили, й 23 вересня 1958 року парламент Лівану обрав його президентом. Під час вступу на посаду Шегаб заявив: «Революція не має ані переможців, ані переможених».
1960 року, усвідомлюючи, що політична ситуація в країні стабілізувалась та є передумови для проведення реформ, Шегаб подав у відставку з посади президента, втім після наполягань з боку членів ліванського парламенту залишився на посаді до завершення терміну повноважень. 1961 року він придушив спробу державного перевороту, до якої вдалась Сирійська соціальна націоналістична партія. Також за свого президентства Шегаб зміцнював органи ліванської розвідки та безпеки, тим самим запобігаючи подальшому іноземному втручанню до внутрішніх справ Лівану.
У своїй політичній діяльності Фуад Шегаб умів знаходити баланс інтересів, зберігаючи відносну гармонію між християнським і мусульманським населенням країни. Принципи його політики — діалог і поміркованість у поєднанні з державними реформами отримали в Лівані назву «Шегабізм». Він мав значний авторитет у країні, його вважали чесною та порядною людиною.
1964 року вийшов термін президентських повноважень Шегаба, але багато хто з політиків все ще розглядали його кандидатуру як найкращий варіант для забезпечення стабільності й реформ, лунали пропозиції змінити конституцію, щоб надати можливість Шегабу знову балотуватись на посаду президента (відповідно до конституції президент не може обіймати посаду два терміни поспіль), однак сам Фуад Шегаб відкинув такі пропозиції та висунув кандидатуру Шарля Елу, який став наступним президентом. У подальшому Шегаб критично ставився до дій Шарля Елу щодо присутності озброєних палестинських бойовиків у Південному Лівані.
1970 року багато хто очікував, що Фуад Шегаб знову висуне свою кандидатуру на президентських виборах, але він відмовився, натомість підтримавши кандидатуру Ільяса Саркіса. Втім під час голосування в парламенті Саркіс програв Сулейману Франжьє з різницею в один голос, що політичні кола Лівану розцінили як кінець «доби Шегабізму».
Помер у Бейруті в квітні 1973 у 71-річному віці.